# The Brothers (gruppo musicale)
The Brothers è un gruppo musicale beat italiano degli anni sessanta.

## Storia
Il gruppo si forma a Milano nel 1966. Dopo aver suonato in alcuni locali della costa con il cantante Bruno Baresi, cominciano ad incidere i loro dischi con l'etichetta City Record. In seguito, nel 1968, partecipano al Festival di Napoli con Bruno Baresi in duetto con Don Franco per lo scanzonato brano Nun voglio vivere accussì. Il gruppo verrà doppiato dal cantante napoletano Mario Da Vinci. La canzone, nonostante l'ottima performance, non accede alla serata finale.
Agli inizi degli anni settanta, con la fine del periodo beat, prendono la decisione di sciogliere la formazione.

## Discografia parziale
- 1967: Su su ragazzi/Vivo di sogni (Metropol, MRC 7026)
- 1967: Non hai pianto per me/Non torno più (City Record, C 6188)
- 1967: Senza tregua/Perdoniamoci così (City Record, C 6191; con Paolo Guidotti)
- 1968: Tutti i giorni/Tanto per dire qualcosa (City Record, C 6196)
- 1968: Nun voglio vivere accussì/Nun è felicità (City Record, C 6202; lato A cantato con Don Franco e Bruno Baresi)
- 1971: Battello sul molo/Non sono più ragazzino (City Record, C 6240)